# Stratiodrilus novaehollandiae
Stratiodrilus novaehollandiae är en ringmaskart som beskrevs av William Aitcheson Haswell 1914. Stratiodrilus novaehollandiae ingår i släktet Stratiodrilus och familjen Histriobdellidae. Inga underarter finns listade i Catalogue of Life.